# 江厝店
江厝店，是臺灣嘉義縣民雄鄉的一個傳統地域名稱，位於該鄉中部偏西南。相較於今日行政區，其範圍大致包括文隆村南部兩塊凸出部分、興中村不含東南部邊界地帶及西北部凸出部分的外圍邊界地帶、中央村東南端。

## 歷史
台灣日治初期，江厝店地區為一街庄（舊制街庄），稱為「江厝店庄」，隸屬於打貓南堡。該庄北與菁埔庄、鴨母坔庄為鄰，東邊一小段與塗樓庄為鄰，東南與頭橋庄為鄰，西南邊為牛斗山庄，西邊及西北邊為田中央庄。
1901年（日治明治三十四年）11月11日，全台設置二十廳，該庄隸屬於嘉義廳。1904年（明治三十七年）2月15日，該庄編入「牛斗山區」，隸屬於嘉義廳。1909年（明治四十二年）10月25日，全台整併二十廳為十二廳，該庄仍隸屬於嘉義廳。1910年（明治四十三年）1月18日，各區管轄區域調整，該庄改隸屬於嘉義廳的「打貓區」。
1920年（大正九年）10月1日，全台廢十二廳改設五州二廳，該庄改制為「江厝店」大字，隸屬於臺南州嘉義郡民雄庄（新制街庄）。
戰後民雄庄改制為民雄鄉，隸屬於臺南縣，大字亦改制為村。1950年（民國39年）10月，雲、嘉、南分治，民雄鄉改隸屬於嘉義縣。

## 聚落
本地區發展較早的聚落有江厝仔、江厝店、竹仔腳、義橋等，在日治期初期的官方地圖上已有記載。

## 交通
台鐵縱貫線是台灣西部南北向鐵路幹線，經過本地區東部。最近的車站在北側為民雄車站，在南側為嘉北車站。民雄車站屬三等站，停靠部分自強號、莒光號列車及全部區間車；嘉北車站屬簡易站，只停靠區間車；由此等可前往台鐵沿線各站。
省道台1線又稱「縱貫公路」，是臺北至楓港的傳統平面幹道，經過本地區東部邊界地帶。由該道路北行可前往民雄鄉民雄市區、溪口鄉東端、大林鎮、雲林縣大埤鄉/斗南鎮交界、斗南鎮等地，南行可前往嘉義市、水上鄉、臺南市後壁區、新營區等地。
縣道166號是東石至瑞里的道路，經過本地區南部的江厝仔、江厝店兩聚落。由該道路（大方向）西行可前往新港鄉、六腳鄉、東石鄉，並止於縣道168號轉角路口；東行可前往竹崎鄉、梅山鄉的瑞里，並止於縣道162甲線路口。
鄉道嘉76線是大潭至江厝店的道路。
鄉道嘉80線是鴨母坔至頭橋的道路。
鄉道嘉81線是頂寮至江厝店的道路。
鄉道嘉82線是義橋仔至下洋仔的道路。
鄉道嘉83線是江厝店至牛稠溪的道路。

## 學校
- 協同高中
- 興中國小